# СУ-Д25
СУ-Д25 — проект советской самоходной артиллерийской установки на базе САУ СУ-85, в свою очередь сделанной на базе узлов и агрегатов танка Т-34.

## История создания
Снятие с производства СУ-122, жалобы фронтовых командиров на недостаточную огневую мощь СУ-85 против долговременных огневых точек противника привели к началу разработки проектов средних САУ на базе танка Т-34, вооружённых более мощными орудиями, чем 85-мм пушка Д-5С. Одним из таких проектов была САУ СУ-Д25, где основным вооружением была опытная гаубица Д-25 завода № 9. Рассмотрение проекта специальной комиссией привело к его положительной оценке, возможность изготовления и боевая ценность такой САУ не подвергались сомнению. Распоряжение ГКО о начале работ по противотанковым средствам, предназначенными для борьбы с немецкими танками (прежде всего — «Тиграми» и «Пантерами»), было издано 29 августа 1943 года. В соответствии с ним, октябре того же года КБ Уралмашзавода, с санкции Управления самоходной артиллерии и Главного артиллерийского управления РККА разработало четыре проекта САУ. Предполагалось, что СУ-Д25 в ближайшем времени сможет заменить СУ-122, мощности гаубицы которых не хватало для эффективного поражения вражеских тяжёлых танков.

## Проект

### Броневой корпус и рубка
СУ-Д25 имела дифференцированное противоснарядное бронирование с применением рациональных углов наклона брони. Броневой корпус САУ выполнялся конструктивно как единое целое с рубкой и собирался при помощи сварки из катаных листов и плит броневой стали толщиной 20, 45 и 75 мм. Лобовая часть корпуса состояла из двух соединённых клином плит: верхней, толщиной 75 мм, расположенной под наклоном в 50° к вертикали, и 45-мм нижней, имевшей наклон в 45°. Борта корпуса выполнялись из 45-мм бронеплит, верхняя их часть в районе моторно-трансмиссионного отделения располагалась под наклоном в 40°, тогда как в районе боевого отделения плиты, образовывавшие борта рубки, располагались вертикально — установка 122-мм пушки потребовала значительного объёма доработок, предстояло увеличить габариты боевой рубки и установить бортовые броневые листы вертикально. Днище, крыша корпуса и рубки изготавливались из 20-мм броневых листов.

### Двигатель
На СУ-Д25 планировали установить V-образный 12-цилиндровый четырёхтактный быстроходный дизельный двигатель жидкостного охлаждения объёмом 38880 см³, с максимальной мощностью 500 л. с., струйным распылением топлива и двухвальным распределительным механизмом, модели В-2-34, разработанный под руководством К. Ф. Челпана.

### Ходовая часть
Ходовая часть самоходной артиллерийской установки была почти идентична базовому танку Т-34. Применительно к одному борту, в её состав входили 5 двускатных опорных катков большого диаметра (830 мм) с резиновыми бандажами, ведущее и направляющее колесо. Поддерживающие катки отсутствовали, верхняя ветвь гусеничной ленты опиралась на опорные катки машины. Ведущие колёса гребневого зацепления располагались сзади, а ленивцы с механизмом натяжения гусеницы — спереди. Гусеничная лента состояла из 72 штампованных стальных траков шириной 500 мм с чередующимся расположением траков с гребнем и без него.

### Вооружение
Завод № 9 разработал и построил не менее четырёх 122-мм орудий Д-2, которые к середине 1944 года успешно прошли полигонные испытания. Известно, что они были облегчённой версией А-19 на лафете гаубицы М-30. В ноябре 1943 года, путём наложения ствольной группы пушки Д-2 на люльку 85-мм танковой пушки Д-5 было создано орудие Д-25.

### Средства связи
Средства связи самоходно-артиллерийской установки включали в себя радиостанцию 9-Р и танковое переговорное устройство ТПУ-3бисФ.

## Итоги
Ввиду большого объёма переделок, малого боезапаса, перегрузки передних катков машины и снижению подвижности машины от дальнейшей разработки СУ-Д25 было решено отказаться.